# Die Hermannsschlacht (Kleist)
Die Hermannsschlacht ist ein Drama in fünf Akten. Heinrich von Kleist verfasste es 1808, nach der preußischen Niederlage gegen Frankreich. Das Stück zeigt einen ersten Schub des Nationalismus bei deutschen Dichtern nach der Auflösung des Heiligen Römischen Reiches deutscher Nation durch Napoleon 1806. Gedruckt wurde es 1821, uraufgeführt erst 1839.

## Handlung
Hermann, der Fürst der Cherusker, wird von zwei Seiten bedrängt. Der Suebenfürst Marbod steht im Südosten seines Landes und fordert Tribut von ihm. Der römische Feldherr Varus bedroht ihn mit drei Legionen aus dem Westen und bietet seine Hilfe gegen Marbod an, dem er aber insgeheim angeboten hat, mit ihm gegen Hermann vorzugehen. Die bei Hermann versammelten germanischen Fürsten drängen ihn zum Krieg gegen die Römer, was er aber mit Hinweis auf die militärische Unterlegenheit der Germanen ablehnt.
Hermanns Frau Thusnelda wird von dem römischen Legaten Ventidius umworben, der heimlich eine Locke ihres blonden Haares abschneidet. Ventidius überbringt ein ultimatives Hilfsangebot der Römer, das Hermann zum Schein schließlich annimmt. Gleichzeitig setzt dieser sich aber mit Marbod in Verbindung, den er über das doppelte Spiel von Varus informiert und dem er anbietet, gemeinsam gegen ihn in den Kampf zu ziehen.
Die Römer marschieren in das Land der Cherusker ein und verheeren es. Hermann nutzt das Verhalten der Römer, um den Hass im Volk gegen sie zu schüren. In Teutoburg begegnet er Varus, der sich von ihm täuschen lässt.
Marbod zögert zunächst, sich mit den Cheruskern zu verbünden, wird aber zum einen durch die Flucht seiner römischen Berater überzeugt, zum anderen legt Hermann zum Beweis seiner Treue das Leben seiner beiden Söhne in die Hände des Suebenfürsten. Die Vergewaltigung eines germanischen Mädchens nimmt Hermann zum Anlass, das Volk zum Aufstand gegen die Römer aufzurufen. Er zeigt Thusnelda einen Brief von Ventidius, in dem dieser seiner Kaiserin Livia die blonden Haare von Thusnelda verspricht.
Die Römer irren durch den Teutoburger Wald und werden von ihren germanischen Verbündeten verlassen. Thusnelda rächt sich an Ventidius, indem sie ihn in das Gehege einer Bärin lockt, die ihn zerfleischt. In der Schlacht im Teutoburger Wald werden die römischen Legionen geschlagen und ihr Feldherr Varus getötet. Die Fürsten bestimmen Hermann zum König, man beschließt sogar nach Rom selbst mutig aufzubrechen.

## Historischer Kontext
Die Hermannsschlacht entstand nach der Niederlage gegen Frankreich 1807 und vor dem Beginn der Befreiungskriege. Kleist ging von der historischen Gestalt des Arminius und des daran anknüpfenden Hermann-Mythos aus, um ein System zeitgenössischer Bezüge zu entwickeln, in dem für den Leser oder Zuschauer auch heute noch Rom als Frankreich, die Cherusker als Preußen und die Sueben als Österreicher zu erkennen sind. Kleist wollte anhand der historischen Varusschlacht die Deutschen zum Kampf gegen Napoleon aufrufen. Der Historiker und Staatsmann Friedrich Christoph Dahlmann stellt das Werk bereits 1840 in diesen Kontext:

„Für sein bestes Werk halt ich die am wenigsten besprochene Hermannsschlacht. Es hat zugleich historischen Werth; treffender kann der hündische Rheinbundsgeist, wie er damals herrschte (Sie haben das nicht erlebt), gar nicht geschildert werden. Damals verstand jeder die Beziehungen, wer der Fürst Aristan sey, der zuletzt zum Tode geführt wird, wer die wären, die durch Wichtigthun und Botenschicken das Vaterland zu retten meinten – an den Druck war 1809 gar nicht zu denken.“

## Rezeption

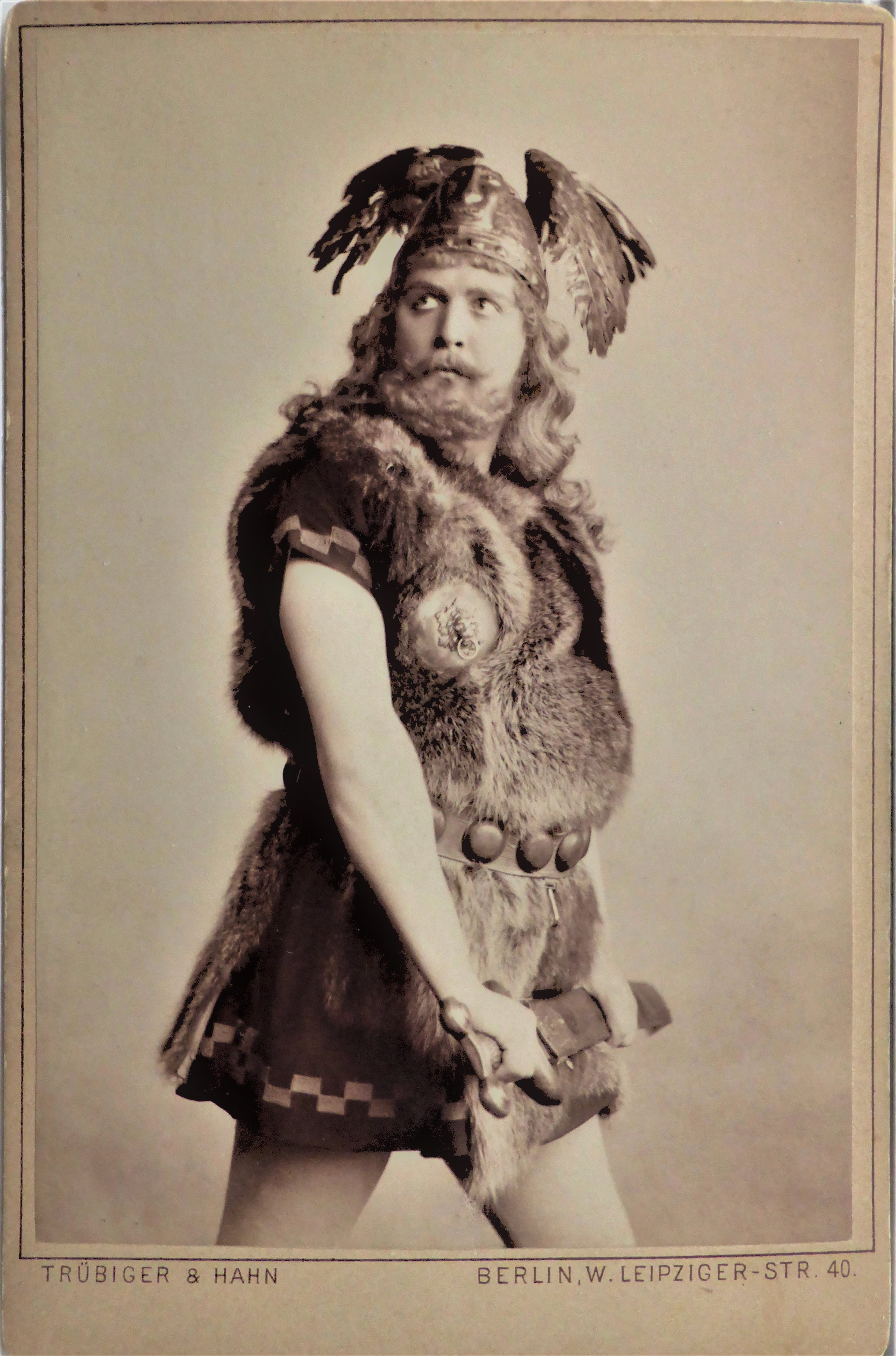
Ernst Pittschau sen. als Hermann (1888)

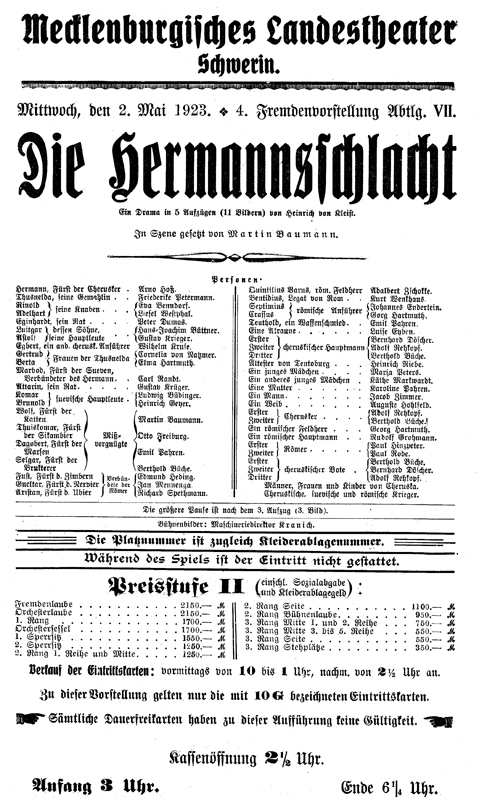
Die Hermannsschlacht, Theaterzettel von 1923

Kleist sandte das Stück 1809 an den befreundeten Dichter Heinrich Joseph von Collin mit der Bitte, es für eine Aufführung am Wiener Burgtheater vorzuschlagen, aber nach der Niederlage Österreichs gegen Frankreich in der Schlacht bei Wagram (5./6. Juli 1809) entfiel auch Wien als möglicher Aufführungsort. In Preußen konnte die Hermannsschlacht zu dieser Zeit nur in Abschriften verbreitet werden, ein Teilabdruck des fünften Akts erschien erst 1818 in der Zeitschrift Zeitschwingen, der vollständige Text 1821 in der von Ludwig Tieck herausgegebenen Gesamtausgabe der Werke Kleists. Seine Erstaufführung hatte das Stück jedoch erst 1839 in Pyrmont, wo es vom Detmolder Hoftheater unter Leitung von August Pichler aufgeführt wurde.
In der Restaurationszeit nach dem Wiener Kongress war die politische Situation für eine Aufführung der Hermannsschlacht eher ungünstig. Erst nach der Revolution von 1848 erkannten Autoren wie Gervinus und Heinrich von Treitschke in dem Stück Bezüge zu ihren eigenen nationalstaatlichen Vorstellungen.
Erneut aufgeführt wurde die Hermannsschlacht schließlich erst wieder 1860 in einer von Feodor Wehl bearbeiteten Fassung in Breslau, allerdings ohne größeren Erfolg. Weitere Aufführungen dieser Textfassung in Dresden, Leipzig, Hamburg, Stuttgart und Graz 1861 sowie Festaufführungen zum fünfzigjährigen Jubiläum der Leipziger Völkerschlacht 1863 in Karlsruhe und Kassel blieben ebenfalls erfolglos. Eine weitere Textfassung von Rudolf Genée entstand 1871 nach dem Krieg gegen Frankreich und wurde zuerst in München aufgeführt. Aber erst mit den Inszenierungen des Berliner Schauspielhauses und des Meininger Hoftheaters 1875 setzte sich das Stück beim Publikum durch.
Die Meininger Inszenierung wirkte durch den Rückgriff auf den Originaltext Kleists, das überzeugende Ensemblespiel und die eindrucksvollen Massenszenen stilbildend. Insgesamt gab es 103 Gastspiele an 16 deutschsprachigen Bühnen, wobei die letzte Tournee 1890 bis nach St. Petersburg, Moskau und Odessa führte. In Meiningen selbst fanden 36 Aufführungen statt.
Spätestens mit der Berliner Aufführung von 1912 zum hundertjährigen Jahrestag der Befreiungskriege, an deren Premiere auch die kaiserliche Familie teilnahm, galt die Hermannsschlacht als patriotisches Drama. Im Ersten Weltkrieg wurden Vorstellungen durch aktuelle Meldungen von der Westfront unterbrochen. Zur Zeit des Nationalsozialismus erreichte die politische Instrumentalisierung der Hermannsschlacht ihren Höhepunkt, allein für die Spielzeit 1933/34 sind 146 Aufführungen nachweisbar. Deshalb wurde das Stück ab 1945 nur noch selten aufgeführt, nur am Harzer Bergtheater Thale in der DDR gab es 1957 eine Inszenierung mit politischer Tendenz gegen die USA und deren westliche Verbündete.
In seiner auch international erfolgreichen Inszenierung von 1982 stellte Claus Peymann am Schauspielhaus Bochum die Nebenhandlung zwischen Thusnelda (Kirsten Dene) und Hermann (Gert Voss) heraus. Peymann sah in dem Stück das „Modell eines Befreiungskrieges“ mit all seinen Widersprüchen. „Besonders eindrucksvoll war die Schlußszene, in der der Schatten des siegreichen Hermann, zum ersten Mal mit Hörnerhelm, auf der Rückwand die Form des Hermannsdenkmals annahm, während Kriegslärm und -musik aus den Lautsprechern ertönte.“

## Hörspiele
- 1925: Fragmente aus der Hermannsschlacht – Produktion: Deutsche Stunde in Bayern; Regie: Nicht angegeben; Sprecher: Fritz Ulmer (Hermann), Herta von Hagen (Thusnelda) und Otto König (Egenhardt)
- 1925: Die Hermannsschlacht – Produktion: Ostmarken Rundfunk AG; Regie und Sprecher: Nicht angegeben
- 1927: Die Hermannsschlacht – Produktion: Nordische Rundfunk AG; Regie: Hermann Beyer; Sprecher: Karl Wüstenhagen (Hermann, Fürst der Cherusker), Eugenie May (Thusnelda, seine Gemahlin), John Walter (Eginhardt, sein Rat), Friedrich Siems (Luitgar, Sohn), Hans Freundt (Astolf, Sohn), Maria Einödshofer (Gertrud), Karl Pündter (Marbod, Fürst der Sueven), Robert Bürkner (Quintilius Varus, römischer Feldherr), Carl Blankenstein (Wolf, Fürst der Katten) u. a.
- 1927: Die Hermannsschlacht – Produktion: Mitteldeutsche Rundfunk AG; Regie: Julius Witte; Sprecher: Lothar Körner (Hermann, Fürst der Cherusker), Lina Monnard (Thusnelda, seine Gemahlin), Walter Klein (Rinold, sein Knabe), Hans Klein (Adelhart, sein Knabe), Alfred Wötzel (Eginhardt, sein Rat), Hans Bocken (Luitgar, sein Sohn), Wilhelm Engst (Marbod, Fürst der Sueven, Verbündeter des Hermann), Nora Nikisch (Gertrud, Frau der Thusnelda) u. a.